# Крол (Болцано)
Крол је насеље у Италији у округу Болцано, региону Трентино-Јужни Тирол.
Према процени из 2011. у насељу је живело 16 становника. Насеље се налази на надморској висини од 964 м.